# Conquista normanda de Inglaterra

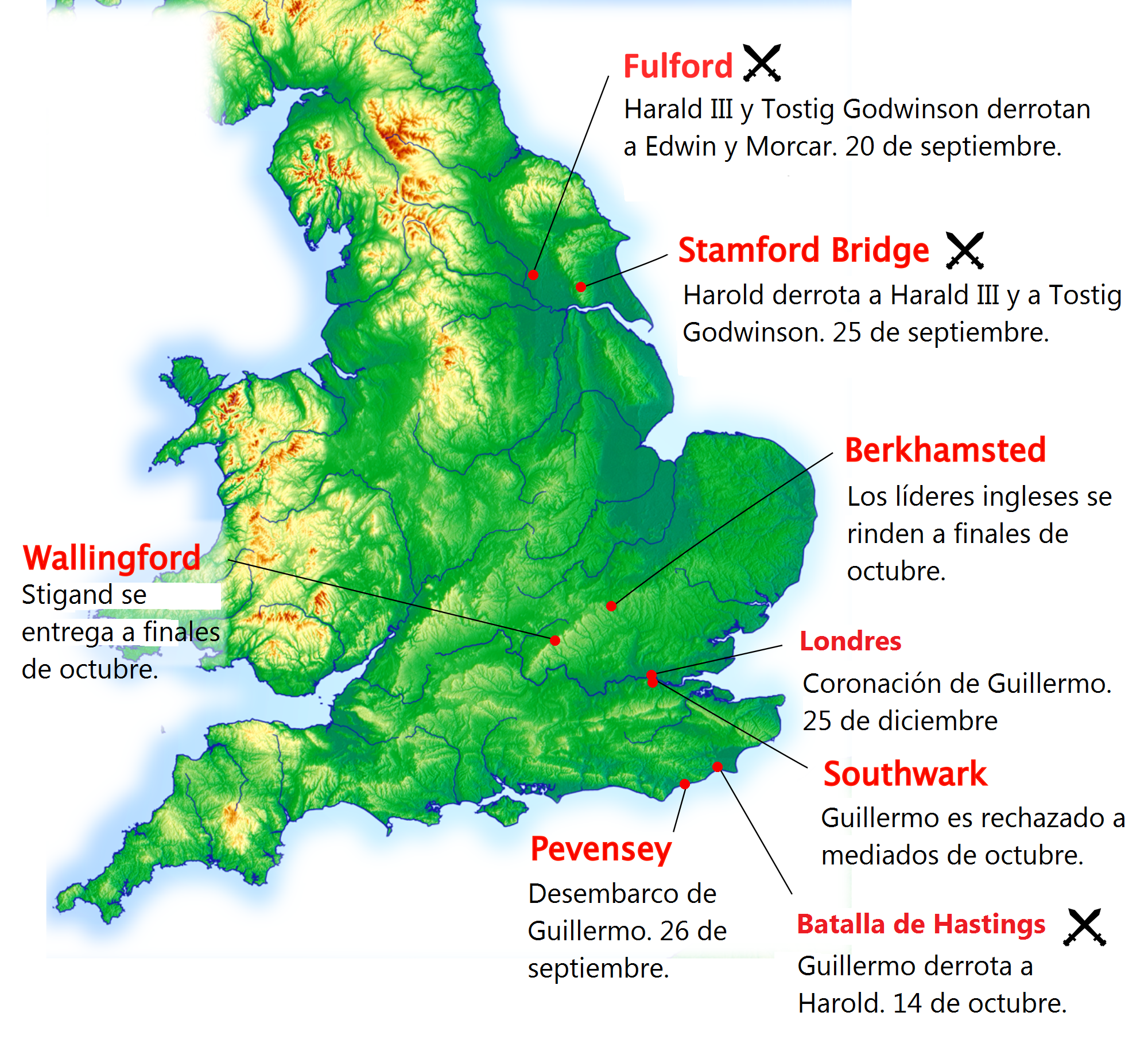
Localización y fechas de los principales acontecimientos de la conquista.

La conquista normanda de Inglaterra fue la invasión y ocupación de Inglaterra en el siglo XI por un ejército formado por normandos, bretones, flamencos y franceses liderado por el duque Guillermo II de Normandía, quien luego fue conocido como Guillermo el Conquistador (r. 1066-1087, en Inglaterra).
Guillermo reclamaba el trono inglés amparándose en su parentesco con el rey anglosajón Eduardo el Confesor, que no tenía descendencia, circunstancia que alentó las esperanzas del normando de conseguir su entronización. Eduardo murió en enero de 1066 y le sucedió su cuñado Haroldo Godwinson. El rey Harald III de Noruega invadió el norte de Inglaterra en septiembre de 1066 y consiguió una victoria en la batalla de Fulford, pero le derrotó Haroldo en la batalla de Stamford Bridge el 25 de septiembre de ese año. Guillermo ya había desembarcado en el sur de Inglaterra y Haroldo marchó rápidamente hacia allí para hacerle frente, aunque dejando a gran parte de su ejército en el norte. El 14 de octubre de 1066 ambos ejércitos se enfrentaron en la batalla de Hastings, que se saldó con la victoria de Guillermo y la muerte en combate de Haroldo.
Aunque Guillermo eliminó a su principal rival, los normandos eran poco numerosos y todavía tuvo que enfrentarse a numerosas rebeliones en los años siguientes, a una invasión danesa y a un ataque de los escoceses, por lo que hasta 1072 no pudo afianzarse en el trono. Se confiscaron las tierras de los aristócratas ingleses que se resistieron mientras que algunos de ellos marcharon al exilio. Con el fin de controlar el reino, Guillermo entregó tierras a sus siervos al convertir en feudos las tierras confiscadas, para imponer su autoridad, y construyó fortalezas y castillos por todo el país. Guillermo nombró obispos y abades normandos e introdujo cambios en la corte. En la corte se hablaba francés, lo que influyó en el desarrollo del vocabulario y la sintaxis del inglés. Otros cambios afectaron a las clases agrícolas y a la vida rural, donde el mayor impacto parece que se produjo por la eliminación formal de la esclavitud, lo cual pudo tener relación o no con la invasión. Hubo pequeñas alteraciones en la estructura de gobierno, pues los normandos asumieron muchas de las formas de la anterior administración anglosajona y con ellos el feudalismo alcanzó su máximo apogeo. Guillermo murió en 1087 durante la batalla contra Felipe I de Francia por la conquista de la ciudad de Nantes.
A la muerte de Guillermo, sus hijos Roberto y Guillermo II el Rojo (r. 1087-1100) heredaron Normandía e Inglaterra, respectivamente. Entre 1087-1096 se sucedieron revueltas de los nobles que deseaban unir ambos reinos. En 1096, Roberto acudió al llamamiento de Urbano II a la cruzada, financiado por Guillermo II con prenda de Normandía. A la muerte de Guillermo II, se coronó rey su hermano menor Enrique I (r. 1100-1135), quien tuvo que firmar una «Carta» prometiendo respeto a los bienes de los nobles y la Iglesia. Roberto regresó de las Cruzadas e invadió Inglaterra en 1101 reclamando el reino. Los hermanos llegaron a un acuerdo, pero la inestabilidad continuó hasta que Enrique I venció en la batalla de Tinchebray (1106) y se hizo con Normandía. Enrique se enfrentó con el papa Pascual II y la reforma gregoriana, que deseaba liberar a la Iglesia del control seglar. La defensa de Normandía exigió una subida de impuestos en Inglaterra y se organizó un sistema de control de la recaudación. La única sucesión legítima de Enrique era su hija Matilde, a quien casó con Godofredo V de Anjou, hijo del hasta entonces su enemigo Fulco V de Anjou. A la muerte de Enrique I fue coronado rey su sobrino Esteban de Blois (r. 1135-1154). Esteban fue derrotado por galeses y escoceses y tuvo que hacer frente a luchas internas que arruinaron Inglaterra; entre ellas, un enfrentamiento con los obispos. Mientras, Godofredo de Anjou conquistaba Normandía. El hijo de Godofredo, Enrique, controló Normandía, Anjou, Maine y Touraine y después de su matrimonio en 1152 con Leonor de Aquitania, Gascuña y Aquitania. En 1153 Esteban acordó con Enrique que este le sucedería. Así pues, Enrique II de Inglaterra fue el primer monarca angevino de la casa de Plantagenet.

## Trasfondo

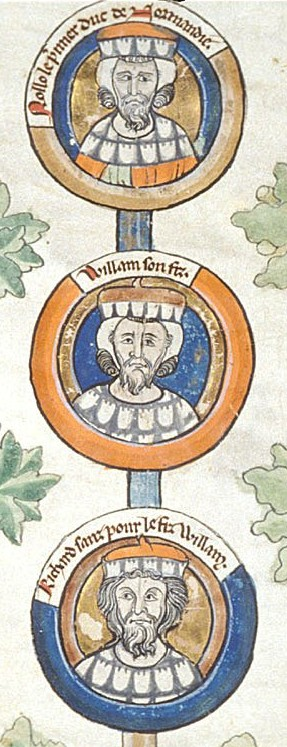
Imagen del siglo en la que aparecen Rollón y sus descendientes Guillermo I y Ricardo I.

En 911 el rey carolingio francés Carlos III permitió el establecimiento en Normandía, como parte del Tratado de Saint-Clair-sur-Epte, de un grupo de vikingos encabezados por Rollón. A cambio de la tierra, se esperaba que los nórdicos de Rollón protegiesen la costa de futuros invasores vikingos. Su asentamiento prosperó y los vikingos de la región comenzaron a ser llamados «hombres del norte», denominación de la que derivan «normandos» y «Normandía». Estos normandos pronto adoptaron la cultura nativa y renunciaron a su paganismo para convertirse al cristianismo. También empezaron a usar la lengua de oïl hablada en su nuevo hogar, a la que añadieron características de su idioma nórdico, transformándola así en el idioma normando. Asimismo, los enlaces matrimoniales facilitaron su fusión con la cultura local. Sus nuevos territorios formaron el núcleo desde el que extendieron, ampliando las fronteras del ducado al oeste al anexionarse Bessin, la península de Cotentin y Avranches.
Por su parte, justo cuando se coronaba a Etelredo II de Inglaterra (978), el danés Harald I de Dinamarca intentaba imponer el cristianismo en sus dominios. Muchos de sus súbditos no eran partidarios de esta idea, y poco después de 988, su hijo Svend consiguió derrocarlo. Los rebeldes, desheredados en sus tierras, formaron las primeras olas de asaltantes que alcanzaron las costas inglesas. Tuvieron tanto éxito, que los propios reyes daneses decidieron ponerse al frente de las campañas. Por su parte, en 991, los vikingos daneses saquearon Ipswich y desembarcaron en Essex, cerca de Maldon. Tras la batalla de Maldon, que acabó con una cómoda victoria para los invasores dirigidos por Olaf Tryggvason, los vikingos invadieron el suelo inglés sin encontrar oposición.
En 1002 el rey Etelredo II de Inglaterra contrajo matrimonio con Emma, hermana de Ricardo II, duque de Normandía. En el verano de 1013 Svend, rey de Dinamarca, arribó con una flota a Sandwich, en las costas de Kent, desde donde se dirigió hacia el norte, al Danelaw, y después marchó hacia el sur, forzando a Etelredo a buscar asilo en Normandía. El 23 de diciembre de 1013, víspera de Navidad, fue proclamado por el Witenagemot rey de toda Inglaterra. Sin embargo, Svend falleció repentinamente el 3 de febrero de 1014 y Etelredo aprovechó la circunstancia para regresar a Inglaterra y enviar a Canuto, el hijo de Svend, de nuevo a Dinamarca. Sin embargo, en 1015 este lanzó una nueva campaña contra Inglaterra, en la que los daneses consiguieron vencer en la batalla de Assandun. Edmundo II de Inglaterra, hijo de Etelredo II, y Canuto acordaron dividir el reino en dos: Edmundo gobernaría Wessex y Canuto el resto del país. Al año siguiente, 1017, Edmundo moría y el Witenagemot confirmó a Canuto como rey de toda Inglaterra. El 12 de noviembre de 1035, lo sucedió en el trono de Dinamarca e Inglaterra su hijo Canuto Hardeknut, pero estando este en conflicto con el rey Magnus I de Noruega, tuvo que nombrar a su medio hermano Haroldo Harefoot lugarteniente del reino inglés en su ausencia. Sin embargo, Haroldo se proclamó rey en 1037, mientras continuaba la lucha de Canuto Hardeknut contra el rey noruego. Finalmente, Canuto y Magnus llegaron a un acuerdo en 1038 en el que se estipuló que, si Hardeknut moría sin descendencia, su heredero sería el rey Magnus I. Tras ello, Canuto Hardeknut se aprestó a invadir Inglaterra. La muerte de Haroldo poco antes de la invasión, el 17 de marzo de 1040, le dejó a Hardeknut el camino libre para dominar Inglaterra; en efecto, este fue coronado rey poco después. En 1041, Hardeknut invitó a su hermanastro Eduardo a volver al país para que compartiese el poder con él.
Hijo de Etelredo II, Eduardo el Confesor, que pasó muchos años en el exilio en Normandía, le sucedió en el trono inglés en 1042. Esto suscitó un gran interés por la política inglesa entre los normandos, pues Eduardo buscó apoyo en sus antiguos anfitriones y se rodeó de cortesanos, soldados y clérigos del ducado, nombrándolos para puestos de importancia, particularmente en la Iglesia. Sin hijos y envuelto en un conflicto con el poderoso Godwin de Wessex y sus hijos, Eduardo también pudo haber estimulado las ambiciones del duque Guillermo de Normandía al trono inglés.
A la muerte de Eduardo a principios de 1066, la ausencia de un heredero originó una disputa sucesoria entre los numerosos aspirantes al trono. El inmediato sucesor de Eduardo fue Haroldo Godwinson, conde de Wessex, el aristócrata más rico y poderoso de Inglaterra, que fue elegido rey por el Witenagemot de Inglaterra y coronado por el arzobispo de York, Aldred, aunque la propaganda normanda afirmó que la ceremonia había sido oficiada por Stigand, el arzobispo de Canterbury no elegido canónicamente. Sin embargo, dos poderosos pretendientes desafiaron a Haroldo. El duque Guillermo afirmó que el rey Eduardo le había prometido el trono y que Haroldo había jurado aceptarlo. Harald III de Noruega, comúnmente conocido como Harald Hardrada, también impugnó la sucesión: su pretensión al trono se basaba en un acuerdo entre su predecesor Magnus I de Noruega y el anterior soberano de Inglaterra, Canuto Hardeknut, en virtud del cual, si uno de los dos moría sin herederos, el otro heredaría su reino. Tanto Guillermo como Harald prepararon tropas y barcos para invadir el reino.

## Ataques de Tostig e invasión noruega

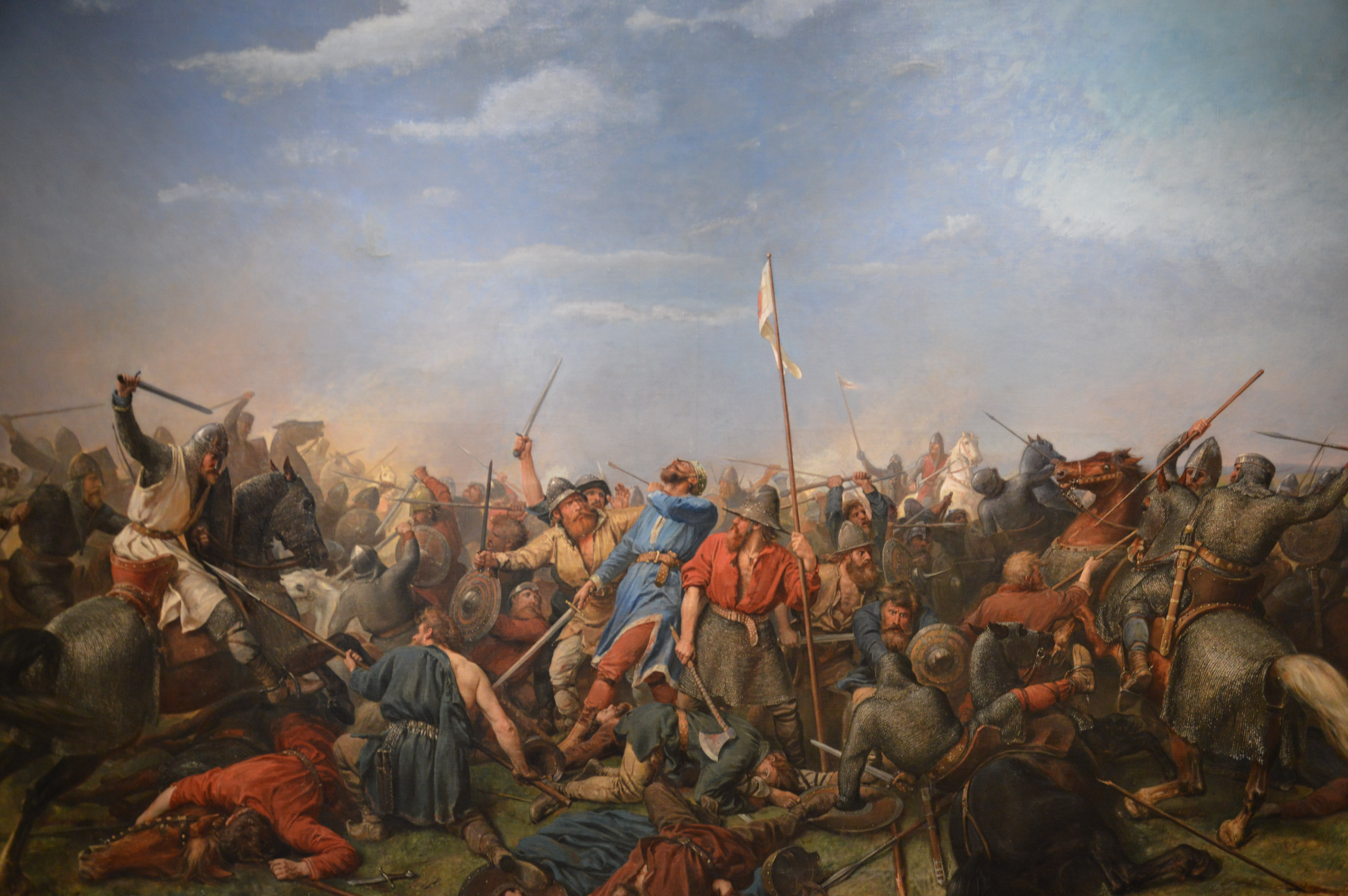
La batalla de Stamford Bridge imaginada por el pintor Peter Nicolai Arbo (1870).

A principios de 1066, el hermano exiliado de Haroldo, Tostig Godwinson, atacó el sureste de Inglaterra con una flota que había reclutado en Flandes y a la que luego se unieron otros barcos procedentes de las islas Orcadas. Amenazado por la flota de Haroldo, Tostig se desplazó al norte y arrasó Anglia Oriental y Lincolnshire, pero fue obligado a retirarse a sus naves por los hermanos Edwin de Mercia y Morcar de Northumbria. Abandonado por la mayoría de sus hombres, tuvo que retirarse a Escocia, donde pasó el verano reclutando nuevas tropas. El rey Harald III de Noruega invadió el norte de Inglaterra a comienzos de septiembre con una flota de trescientos barcos y un ejército de quince mil vikingos, fuerzas a las que se unieron las de Tostig, que apoyó la pretensión del noruego al trono. Avanzando hacia York, los vikingos ocuparon la ciudad tras vencer el 20 de septiembre al ejército inglés del norte bajo el mando de Edwin y Morcar en la batalla de Fulford.
Haroldo había pasado el verano en la costa sur con un gran ejército y una flota esperando la invasión de Guillermo de Normandía, pero el grueso de sus fuerzas eran milicianos que necesitaban recoger sus cosechas, por lo que el 8 de septiembre Haroldo los despidió. Al tener noticia de la invasión noruega, se lanzó al norte reuniendo sus fuerzas por el camino, y tomando por sorpresa a los nórdicos, los derrotó en la batalla de Stamford Bridge el 25 de septiembre. Harald III y Tostig cayeron en combate y los noruegos sufrieron pérdidas tan grandes que solo necesitaron veinticuatro de sus trescientas naves para transportar a los supervivientes. Sin embargo, la victoria inglesa tuvo un coste muy alto, pues el ejército de Haroldo quedó muy maltrecho y debilitado.

## Invasión normanda
Mientras eso sucedía en el norte de Inglaterra, Guillermo había reunido una gran flota de invasión y un enorme ejército compuesto no solo por normandos, sino por hombres de toda Francia, incluidos numerosos contingentes de Bretaña y Flandes. Reunió a sus huestes en Saint-Valery-sur-Somme y las tuvo listas para partir hacia Inglaterra el 12 de agosto. Sin embargo, el cruce del canal hubo de posponerse tanto por el mal tiempo como por la intención de evitar ser interceptados por una poderosa flota inglesa. De hecho, los normandos no cruzaron a la isla hasta pocos días después de la victoria de Haroldo sobre los noruegos. Desembarcaron en la villa de Pevensey, en el condado de Sussex, el 28 de septiembre y erigieron una fortaleza de madera en Hastings desde la que saquearon las zonas circundantes.

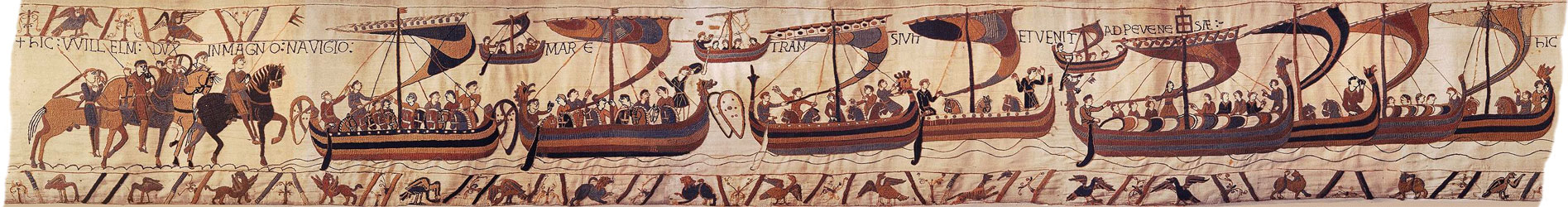
La flota de invasión de Guillermo el Conquistador. Tapiz de Bayeux, siglo XI.

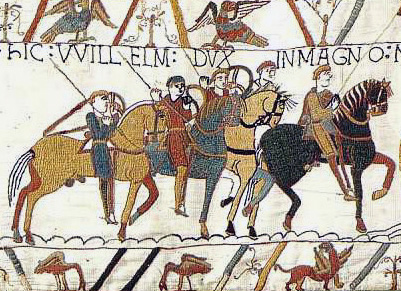
El duque Guillermo II de Normandía en la batalla de Hastings. Escena del Tapiz de Bayeux.

Vencidos Harald de Noruega y Tostig, Haroldo marchó al sur con el resto de su ejército para hacer frente a los normandos. Sin embargo, en el norte quedaron gran parte de sus fuerzas, entre ellos los nobles Edwin y Morcar. No está claro en qué momento tuvo noticia Haroldo del desembarco enemigo, pero es probable que fuera durante su viaje al sur. Haroldo se detuvo en Londres y es probable que permaneciera allí alrededor de una semana antes de marchar a Hastings si tenemos en cuenta que pudo avanzar a una velocidad de 43 km al día para recorrer unos 320 km. Aunque Haroldo intentó sorprender a los normandos, los exploradores de Guillermo le informaron puntualmente de la llegada de los ingleses. Los hechos que precedieron a la decisiva batalla no están nada claros, pues las fuentes son contradictorias al respecto, pero todas coinciden en que Guillermo dirigió a su ejército y avanzó desde su fortificación en Hastings al encuentro del enemigo. Haroldo había tomado posiciones defensivas en lo alto de la colina Senlac (la actual localidad de Battle, Sussex Oriental), a unos 10 km del castillo de Guillermo en Hastings.

Mapa que muestra los despliegues iniciales de los ejércitos en la batalla de Hastings.

La batalla dio comienzo sobre las 9 de la mañana del 14 de octubre y duró todo el día. Aunque conocemos su desarrollo en líneas generales, desconocemos los detalles debido a los relatos contradictorios de las fuentes. Aunque el número de contendientes era similar en ambos bandos, Guillermo poseía caballería e infantería, entre ellos numerosos arqueros, mientras que Haroldo solo poseía infantería y muy pocos o ningún arquero. Los soldados ingleses formaron un muro de escudos en lo alto de la cresta y en principio rechazaron con efectividad las embestidas normandas y les infligieron numerosas bajas. A algunas de las tropas bretonas de Guillermo les entró el pánico y huyeron; parece que algunos ingleses salieron en su persecución. Sin embargo, en ese momento atacó la caballería normanda y mató a los perseguidores ingleses. Mientras huían los bretones, entre las fuerzas normandas se extendieron rumores de que el duque Guillermo había muerto, pero este mantuvo la cohesión de sus tropas. Los normandos huyeron dos veces más, esta vez de manera fingida, y atrajeron a los ingleses en su persecución para permitir que la caballería los acometiera repetidamente. Las fuentes disponibles son muy confusas sobre los acontecimientos que tuvieron lugar durante la tarde, pero parece ser que el hecho definitivo fue la muerte de Haroldo, sobre la cual difieren los relatos. El Tapiz de Bayeux muestra que el rey murió de un flechazo en el ojo, pero esta obra maestra de la tapicería pudo ser rehecha para reflejar las historias del siglo XII que afirmaban que Haroldo había muerto por una flecha que le alcanzó en la cabeza.

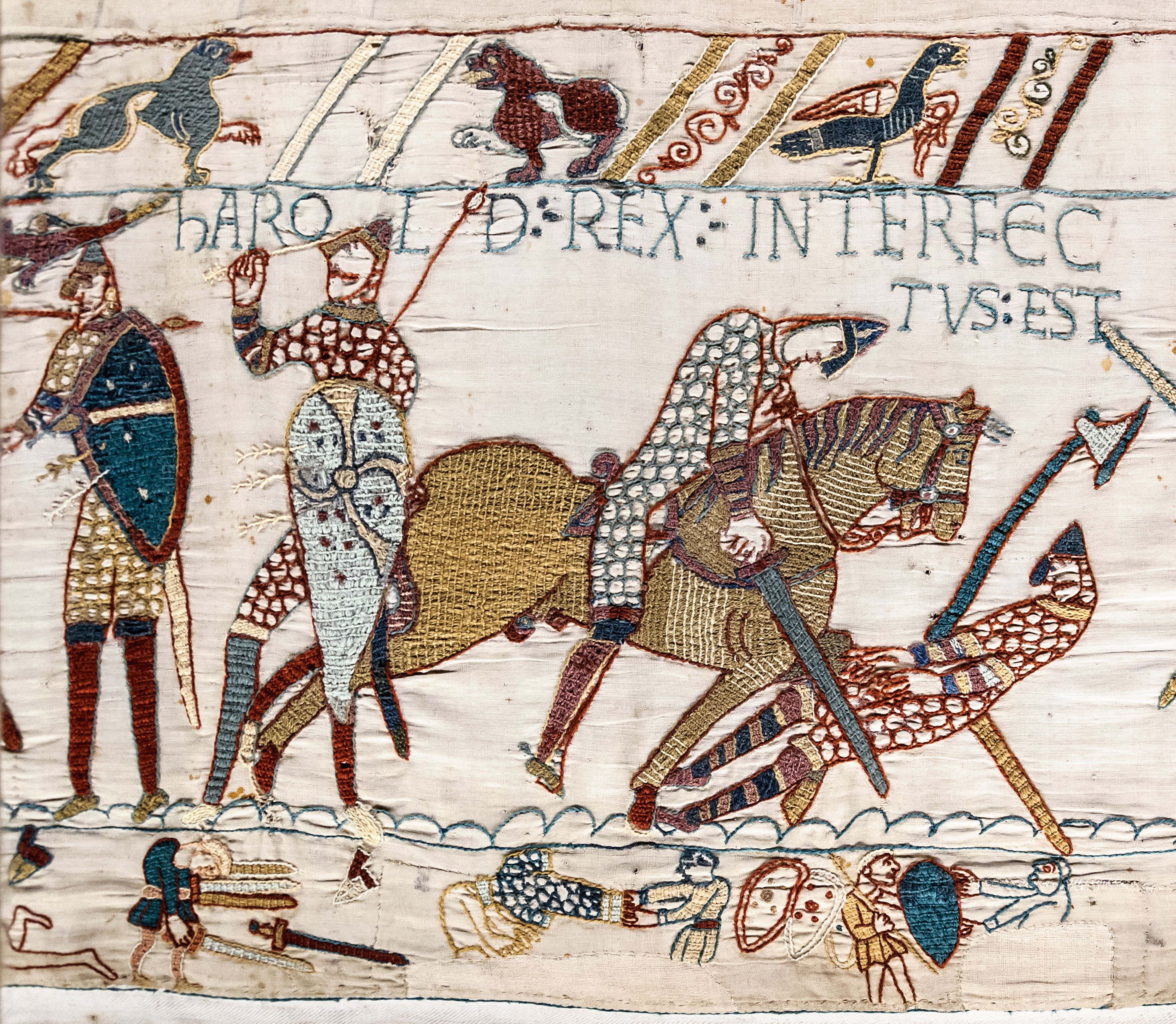
La muerte de Haroldo en Hastings por una flecha en la cabeza (izquierda). Escena del Tapiz de Bayeux.

Al día siguiente de la batalla, se identificó el cuerpo de Haroldo, quizá por su armadura o quizá por las marcas en su cuerpo. Los cadáveres ingleses, entre los que estaban los hermanos de Haroldo y sus huscarles, fueron abandonados en el campo de batalla. Gytha, la madre de Haroldo, ofreció al victorioso duque el peso del cuerpo de su hijo en oro por su custodia, pero el normando no aceptó. Guillermo ordenó que su cadáver fuera arrojado al mar, pero el lugar en que esto se llevó a efecto se desconoce. La abadía de Waltham, fundada por Haroldo, afirmó tiempo después que su cuerpo había sido enterrado allí secretamente.
Tras la victoria en Hastings, Guillermo esperaba recibir la sumisión de los jefes ingleses supervivientes, pero en lugar de ello el Witenagemot nombró rey a Edgar Atheling con el apoyo de los condes Edwin y Morcar, Stigand, arzobispo de Canterbury, y Aldred, arzobispo de York. En vista de esto, Guillermo avanzó hacia Londres bordeando la costa de Kent y derrotó a una fuerza inglesa que lo acometió en Southwark, pero fue incapaz de tomar al asalto el puente de Londres y tuvo que aproximarse a la capital por una ruta más tortuosa. Subió hacia el valle del Támesis para cruzar el río en Wallingford, Berkshire, lugar en que recibió la sumisión de Stigand. Entonces, Guillermo avanzó hacia el noreste a lo largo de las colinas Chiltern antes de dirigirse hacia Londres desde el noroeste; camino de la ciudad, disputó varios combates contra algunas fuerzas que la defendían. Incapaces de reunir una hueste suficiente para oponérsele, los notables que apoyaban a Edgar perdieron toda esperanza de resistir y se rindieron a Guillermo en Berkhamsted, Hertfordshire. Guillermo fue aclamado rey de Inglaterra y coronado por Aldred el 25 de diciembre de 1066 en la abadía de Westminster.

## Resistencia inglesa
A pesar de esta sumisión, la resistencia inglesa continuó activa durante varios años. En 1067 los rebeldes de Kent, junto con Eustaquio II de Boulogne, lanzaron un ataque fallido contra el castillo de Dover. El mismo año el terrateniente de Shropshire, Edric el Salvaje, en alianza con los gobernantes galeses de Gwynedd y Powys, se alzó en rebelión en el oeste de Mercia y combatió contra las fuerzas normandas basadas en Hereford. En 1068 el rey Guillermo sitió en Exeter a los rebeldes, entre los que se encontraba la madre de Haroldo, Gytha, y tras sufrir numerosas bajas el normando tuvo que negociar la rendición de la ciudad. Más tarde ese año Edwin y Morcar se alzaron de nuevo en Mercia con ayuda galesa, mientras que el conde Gospatric acaudilló una rebelión en Northumbria, zona no ocupada todavía por los normandos. Estos desafíos pronto se extinguían en cuanto Guillermo los enfrentaba, tras lo que construía castillos y establecía guarniciones del mismo modo que ya había hecho en el sur. Edwin y Morcar se negaron a rendirse, mientras que Gospatric huyó a Escocia al igual que Edgar Atheling y su familia, que pudieron estar implicados en estas revueltas. Mientras, los hijos de Haroldo, que se habían refugiado en Irlanda, atacaron Somerset, Devon y Cornualles.

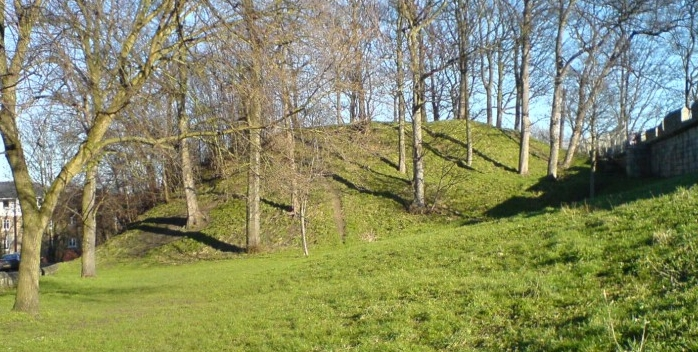
Restos de la mota castral de la segunda fortaleza construida por Guillermo en York.

A principios de 1069, el recién instalado conde de Northumbria, Robert de Comines, y numerosos soldados que le acompañaban fueron masacrados en Durham. A esta rebelión se unieron Edgar, Gospatric, Siward Barn y otros rebeldes refugiados en Escocia. El señor del castillo de York, Robert FitzRichard, fue derrotado y asesinado, tras lo que los rebeldes pusieron sitio a su fortaleza normanda. Guillermo se desplazó desde el sur con un ejército, derrotó a los rebeldes a las afueras de York y los persiguió dentro de la ciudad, donde masacró a sus habitantes y puso fin a la rebelión. Ordenó la construcción de un segundo castillo y reforzó las fuerzas normandas en la ciudad antes de regresar al sur. La guarnición de York aplastó más tarde un alzamiento local. Los hijos de Haroldo lanzaron una segunda serie de ataques desde Irlanda, pero fueron derrotados en Devon por las fuerzas normandas bajo mando del conde Brian, hijo de Eudes, conde de Penthièvre. A finales del verano de 1069 llegó a las costas inglesas una gran flota enviada por Svend II de Dinamarca, lo que desató una nueva oleada de rebeliones por todo el reino. Los daneses intentaron sin mucho éxito atacar en las costas del sur de la isla, tras lo que se unieron a las fuerzas de la rebelión en Northumbria, a las que también se sumaron Edgar, Gospatric y algunos exiliados en Escocia como el conde Waltheof. La combinación de las fuerzas danesas e inglesas derrotó a la guarnición normanda de York, tomó los castillos y se hizo con el control de Northumbria, aunque una incursión de Edgar en Lincolnshire fue después vencida por los normandos desplegados en Lincoln.

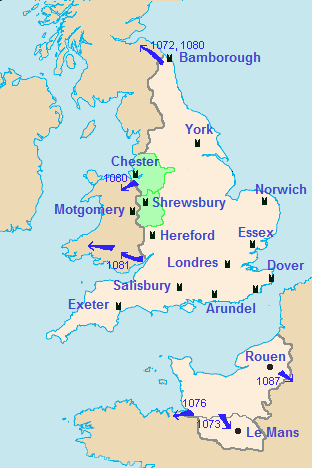
Expansión de las áreas bajo el dominio de Guillermo I entre 1072 y 1087.

Al mismo tiempo volvió a estallar en el oeste de Mercia una rebelión, donde las fuerzas de Edric el Salvaje, junto con apoyo galés y de rebeldes de Cheshire y Shropshire, atacaron el castillo de Shrewsbury. En el suroeste, rebeldes procedentes de Devon y Cornualles se lanzaron contra la guarnición normanda en Exeter, pero fueron rechazados y dispersados por los refuerzos comandados por el conde Brian. Otros insurrectos de Dorset, Somerset y áreas vecinas pusieron bajo asedio el castillo de Montacute, pero sufrieron una derrota a manos de los refuerzos normandos procedentes de Londres, Winchester y Salisbury bajo mando de Godofredo de Coutances. Mientras tanto, Guillermo atacaba a los daneses, que habían amarrado para pasar el invierno al sur del estuario del Humber en Lincolnshire y los expulsó hacia la orilla norte. Tras dejar a Roberto de Mortain al cargo de Lincolnshire, el rey tornó al oeste para derrotar a los rebeldes de Mercia en la batalla de Stafford. Por su parte, los daneses volvieron a cruzar hacia Lincolnshire, pero sin éxito y fueron expulsados nuevamente al norte. Guillermo avanzó por Northumbria, donde tuvo que enfrentar y someter un intento de bloqueo para cruzar el crecido río Aire en la ciudad de Pontefract. Los daneses tuvieron que huir de su avance, por lo que Guillermo pudo ocupar York. Sobornó a los daneses a cambio de que abandonaran Inglaterra en la primavera, tras lo cual las fuerzas normandas devastaron sistemáticamente Northumbria durante el invierno de 1069-70 en lo que se ha conocido como la masacre del Norte, acabando así toda resistencia.
En la primavera de 1070, asegurada la sumisión de Waltheof y Gospatric, y habiendo regresado a Escocia Edgar y sus seguidores, Guillermo retornó a Mercia y se estableció en Chester para aplastar toda resistencia en esa región antes de regresar al sur. El propio Svend II de Dinamarca vino en persona para tomar el mando de su flota, renunciando al acuerdo por el que debía retirarse y enviando tropas a los Fens para que se unieran a los rebeldes de Hereward, reunidos en la región de la Ely. Sin embargo, Svend enseguida aceptó de Guillermo el pago de un Danegeld y regresó a casa. Tras la partida de los daneses, los insurrectos de los Fens todavía resistieron allí durante un tiempo, protegidos por los pantanos circundantes, y en 1071 llevaron a cabo un último alzamiento contra el dominio normando. Edwin y Morcar volvieron a atacar a Guillermo, pero Edwin fue pronto traicionado y asesinado, mientras que Morcar pudo huir a Ely, donde rebeldes exiliados se unieron a él y a Hereward desde Escocia. Sin embargo, el rey normando estaba dispuesto a acabar con el último foco de resistencia y acudió allí con un ejército. Tras algunos fracasos costosos, los normandos consiguieron construir un pontón a través del cual cruzaron las zonas pantanosas hasta la isla de Ely, donde derrotaron a los rebeldes en la cabeza de puente y tomaron por asalto la isla, poniendo fin a las insurrecciones inglesas.

## El control de Inglaterra

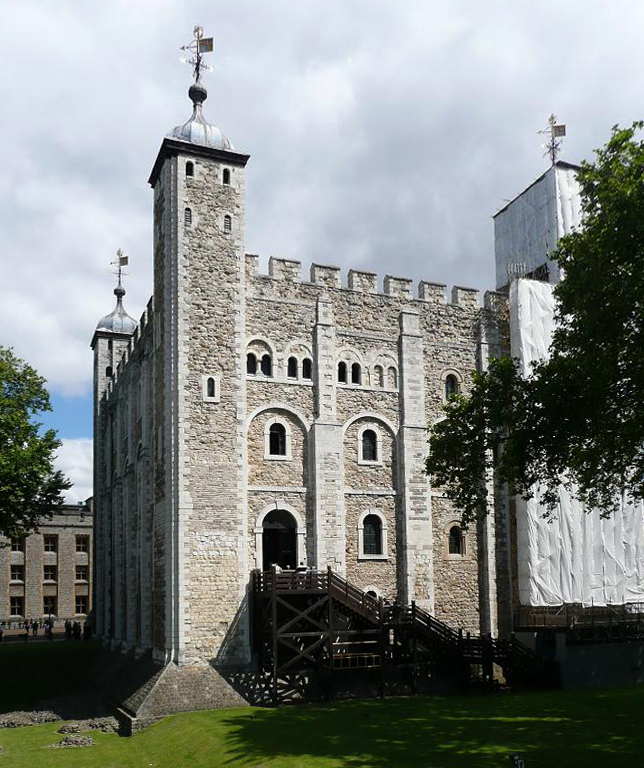
La Torre de Londres, construida originalmente por orden de Guillermo para controlar Londres.

Una vez conquistada Inglaterra, los normandos hubieron de afrontar numerosos desafíos para mantener el control. Eran pocos en número comparados con los nativos, unos 8000 según los historiadores, y eso sumando oriundos de otras partes de Francia. Una consecuencia de la invasión fue que los seguidores de Guillermo esperaban ser recompensados con tierras por su servicio durante la invasión. Sin embargo, el rey reclamó toda la posesión de las tierras inglesas sobre las que sus ejércitos le habían dado el control de facto y afirmó el derecho a disponer de ella a su antojo. Las tierras se distribuyeron de manera poco sistemática, sin división regular, ni terrenos agrupados o contiguos. Un señor normando típico poseía tierras dispersas por Normandía e Inglaterra, en lugar de un único bloque geográfico.
Para conseguir tierras con que recompensar a los suyos, Guillermo confiscó inicialmente las propiedades de los señores que lucharon y murieron junto a Haroldo y las redistribuyó en parte. Estas confiscaciones provocaron revueltas que resultaron en más confiscaciones, un círculo que no se rompió en los cinco años siguientes a la batalla de Hastings. Para sofocar y evitar nuevas rebeliones los normandos construyeron castillos y fortificaciones en un número sin precedentes, en principio con el patrón de mota castral. El historiador Robert Liddiard señala que «al echar un vistazo al paisaje de Norwich, Durham o Lincoln se recuerda forzosamente el impacto de la invasión normanda». Guillermo y sus barones también ejercieron un control más estricto sobre las herencias propiedad de viudas e hijas, en muchas ocasiones forzando matrimonios con normandos.
Una muestra del éxito de Guillermo en tomar el control es que, desde 1072 hasta la conquista de Normandía por los Capetos en 1204, Guillermo y sus sucesores fueron gobernantes frecuentemente ausentes de la isla. Como ejemplo, después de 1072 Guillermo pasó más del 75 % de su tiempo en Francia, pues mientras que necesitaba estar presente en Normandía para defender sus dominios de la invasión foránea y sofocar revueltas internas, en Inglaterra fue capaz de crear unas estructuras administrativas reales que le permitieron gobernarla desde la distancia.

## Consecuencias

### Reemplazo de la élite
Una consecuencia directa de la conquista fue la casi total eliminación de la vieja aristocracia inglesa y la pérdida del control inglés sobre la Iglesia católica de Inglaterra. Guillermo desposeyó sistemáticamente a todos los terratenientes ingleses y les entregó sus tierras a sus seguidores continentales. El Libro Domesday documenta meticulosamente el impacto de este colosal programa de expropiación, revelando que hacia 1086 solo un 5 % de la tierra de Inglaterra al sur del río Tees permanecía en manos inglesas, e incluso este pequeño residuo se redujo en las décadas siguientes, muy especialmente en las zonas meridionales del reino.
Los nativos fueron retirados también de los altos cargos gubernamentales y eclesiásticos. Después de 1075, todos los condados estaban en manos de normandos, mientras que los ingleses solo eran nombrados puntualmente para los puestos de sheriff. Asimismo, en la Iglesia todos los cargos fueron expulsados o remplazados tras su muerte por normandos. En 1096 ningún inglés ostentaba el cargo de obispo y en los cargos de abades había muy pocos, especialmente en los grandes monasterios.

### Emigración inglesa

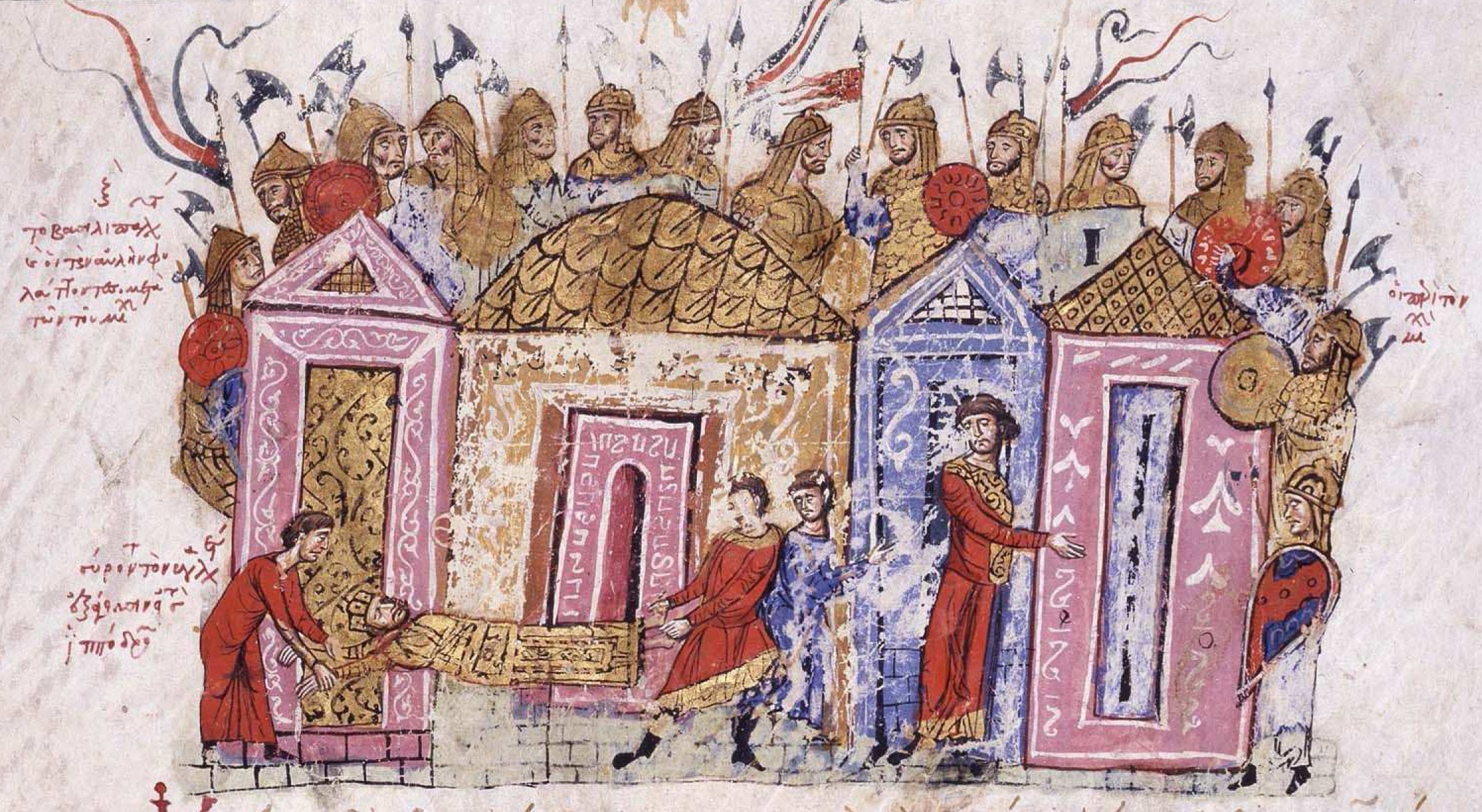
Representación de la guardia varega en el manuscrito Madrid Skylitzes del.

Tras la invasión muchos anglosajones, incluidos grupos de nobles, huyeron del reino. Algunos lo hicieron hacia Escocia, Irlanda o Escandinavia. Los miembros de la familia del rey Haroldo Godwinson buscaron refugio en Irlanda y desde allí intentaron algunas infructuosas invasiones de Inglaterra. El mayor éxodo unitario se produjo en la década de 1070, cuando un gran grupo de anglosajones embarcaron en una flota de 235 barcos y navegaron hasta el Imperio bizantino, un destino popular entre nobles y soldados ingleses, que sabían que los bizantinos necesitaban tropas mercenarias. Los ingleses se convirtieron en parte predominante de la élite de la guardia varega, hasta entonces una unidad esencialmente escandinava y de la que era seleccionada la guardia personal del emperador bizantino. Algunos inmigrantes ingleses se establecieron en las regiones fronterizas bizantinas en la costa del mar Negro y allí fundaron localidades con nombres como «Nueva Londres» o «Nueva York».

### Derechos de las mujeres
Las mujeres tenían algunos derechos antes de la conquista normanda, pero hacia el 1100 estos habían desaparecido. Los anglosajones habían introducido las prácticas matriarcales. El sexo femenino ya perdió algunos derechos con las invasiones danesas a comienzos del siglo XI, en particular con la revisión de las leyes del rey Canuto. Por ejemplo, las mujeres pudieron perder su derecho a consentir un matrimonio y las viudas su derecho a contraer matrimonio de nuevo. La conquista normanda influyó gradualmente en la posición legal de las mujeres en Inglaterra. A las viudas se les permitía volver a casarse y, en general, las mujeres casadas tenían acceso al control de las propiedades y las solteras no. Las mujeres con acceso a controlar tierras tenían mayores derechos.

### Sistemas de gobierno

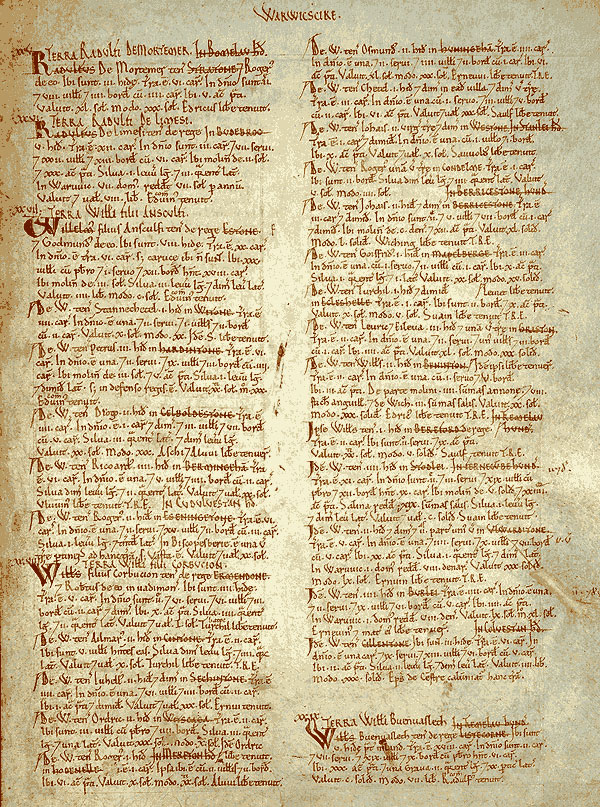
Página de Warwickshire en el Libro Domesday.

Antes de la llegada de los normandos los sistemas de gobierno anglosajones eran más sofisticados que sus homólogos de Normandía. Toda Inglaterra estaba dividida en unidades administrativas llamadas shires con sus respectivas subdivisiones, la corte real era el centro de gobierno y los tribunales reales existían para asegurar los derechos de los hombres libres. Los shires eran regidos por oficiales conocidos como «shire reeve» o «sheriffs». Muchos gobiernos medievales eran itinerantes y celebraban corte allí donde encontraran buen clima, comida u otras variables favorables, pero Inglaterra tenía una tesorería permanente en Winchester desde antes de la conquista de Guillermo. Una de las razones principales de la fuerza de la monarquía inglesa era la riqueza de su reino, construido con el sistema inglés de impuestos. La moneda inglesa era también superior a la mayoría de las usadas en Europa noroccidental y la capacidad de acuñar moneda era un monopolio de la monarquía. Los reyes ingleses también desarrollaron un sistema de emisión de writs a sus funcionarios, además de la práctica medieval habitual de emitir fueros. Los writs eran instrucciones a un funcionario o grupo de funcionarios, o notificaciones de acciones reales como nombramientos para un puesto o algún tipo de concesión.
Esta sofisticada forma de gobierno medieval fue legada a los normandos y constituyó los cimientos de desarrollos futuros. Aunque los conquistadores mantuvieron la estructura de gobierno, hicieron numerosos cambios en el personal, aunque en un primer momento el rey trató de conservar algunos nativos en sus puestos. Hacia el final del reinado de Guillermo, la mayoría de funcionarios de su gobierno y de la casa real eran normandos, no ingleses. Del mismo modo, el idioma de los documentos oficiales también cambió, del inglés antiguo o anglosajón al latín. Una innovación fue introducir leyes forestales y retirar a muchos bosques de la categoría de bosques reales para ponerlos bajo la nueva ley forestal. El Libro Domesday fue un estudio administrativo de las tierras del reino, algo único en la Europa medieval. Este documento fue dividido en secciones basadas en los shires ('comarcas') e hizo una lista de todas las tenencias feudales del rey, así como de los propietarios de los terrenos antes de la conquista.

### Idioma
Uno de los cambios más obvios fue la introducción del idioma anglo-normando, variedad insular de un dialecto norteño del francés antiguo, como lengua de las clases dirigentes en Inglaterra, desplazando para ello al inglés antiguo. Las palabras francesas entraron en el idioma inglés, así como los nombres propios, que sustituyeron a los nombres nativos. Los primeros en cambiar fueron los nombres masculinos, con nombres como William, Robert o Richard, que se hicieron cada vez más comunes. Los nombres femeninos cambiaron más lentamente. Sin embargo, hubo un área en que no variaron las denominaciones, el de los topónimos geográficos, que a diferencia de las anteriores invasiones de los vikingos y de Canuto, no variaron significativamente con la conquista normanda. Se desconoce cuánto idioma inglés pudieron aprender los invasores normandos, ni tampoco sabemos cuánto francés aprendieron las clases bajas inglesas, pero la necesidad de comerciar y la simple comunicación indican que el bilingüismo no debió ser algo ajeno ni a ingleses ni a normandos.

### Inmigración y matrimonios
Aproximadamente 8000 normandos y gentes de otras partes del continente europeo se establecieron en Inglaterra como resultado de la conquista, aunque esto es solo una estimación porque las cifras exactas son imposibles de conocer. Algunos de estos nuevos residentes se casaron con ingleses nativos, pero tampoco está clara la extensión de esta práctica en los años posteriores a Hastings. Están confirmados algunos matrimonios entre normandos e inglesas durante los años posteriores al 1100, pero estas uniones no fueron algo común en un principio porque los normandos preferían casarse con otros normandos o continentales. En el siglo posterior a la invasión los matrimonios mixtos se hicieron más comunes y en la década de 1160 Elredo de Rieval escribió que los matrimonios mixtos eran muy comunes en todos los estratos sociales.

### Sociedad

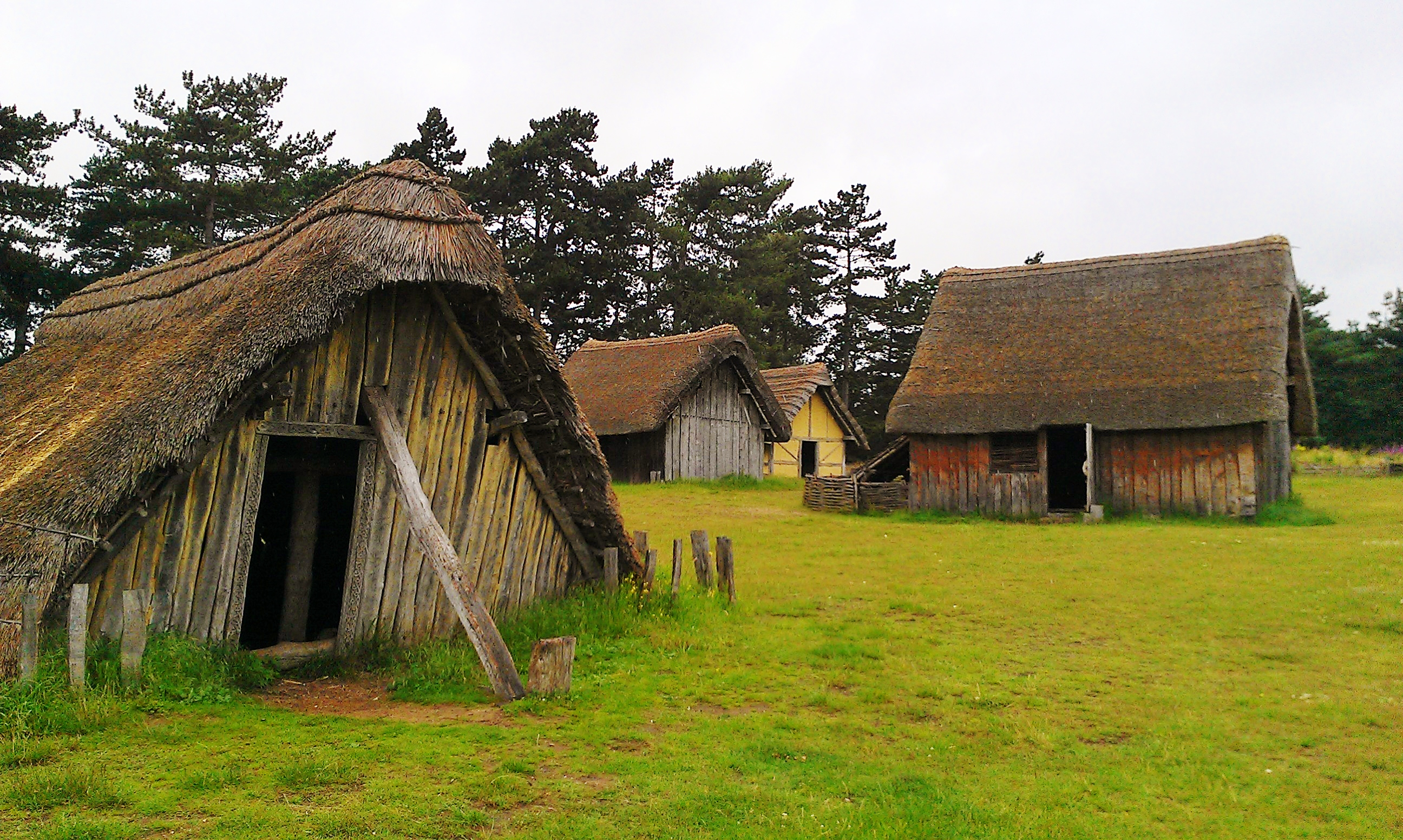
Reconstrucción moderna de una villa anglosajona.

El impacto de la conquista en las clases bajas de la sociedad inglesa es difícil de evaluar. El cambio más importante fue la abolición de la esclavitud en Inglaterra, que había desaparecido a mediados del siglo XII. En 1086 el Libro Domesday listaba unos veintiocho mil esclavos, número menor que los que había en 1066 y, en algunos lugares como Essex, el descenso del número de esclavos fue de hasta un 20 % en dos décadas. Las razones principales para esta progresiva desaparición de la esclavitud parece que fueron su desaprobación por parte de la Iglesia y el alto coste de poseer esclavos, que a diferencia de los siervos, tenían que ser completamente mantenidos por sus dueños. Sin embargo, la esclavitud nunca fue declarada ilegal y el corpus legal Leges Henrici Primi del reinado de Enrique I de Inglaterra sigue mencionando la legalidad de esta práctica.
Al parecer, muchos de los campesinos libres de la sociedad anglosajona perdieron su estatus y llegaron a ser indistinguibles de los siervos no libres. No se ha aclarado si este cambio se debió enteramente a la conquista, pero sí que la invasión y sus efectos posteriores aceleraron un proceso ya en marcha. Del mismo modo, la llegada de los normandos a la isla facilitó la expansión de las ciudades y el crecimiento del número de núcleos de población en detrimento de las granjas dispersas. De todas maneras, la verdadera forma de vida del campesinado no sufrió grandes cambios en las décadas posteriores a la invasión emprendida en 1066.

## Legado
El debate sobre la conquista comenzó casi tan pronto como el propio evento. La Crónica anglosajona, cuando trata de la muerte de Guillermo el Conquistador, lo denuncia a él y a la invasión en forma de verso, pero el obituario del rey escrito por el francés Guillermo de Poitiers fue elogioso y repleto de alabanzas. Desde entonces los historiadores han discutido sobre los hechos y sobre cómo interpretarlos, casi siempre sin acuerdo claro a lo largo de la historia. Los historiadores de los siglos XX y XXI han dejado de lado lo correcto y lo incorrecto de la conquista y se han centrado en su lugar en los efectos verdaderos de la invasión normanda. Algunos historiadores, como Richard Southern, ven esta conquista como un punto de inflexión en la Historia, porque afirma que «ningún país en Europa, desde la aparición de los reinos bárbaros y hasta el siglo XX, ha experimentado un cambio tan radical en tan poco tiempo como el que sufrió Inglaterra después de 1066». Otros historiadores, como H. G. Richardson o G. O. Sayles, opinan que el cambio no fue tan radical como afirma Southern. El debate sobre el impacto de este hecho histórico depende de la métrica usada para ponderar lo sucedido a partir de 1066. Si los anglosajones ya estaban cambiando antes de ser invadidos, con la introducción del feudalismo, los castillos y los cambios sociales, entonces la conquista fue importante, pero no un cambio radical. Pero si el cambio es medido por la desaparición de la nobleza inglesa y la pérdida del idioma inglés antiguo, entonces las novedades fueron radicales y además motivadas por la invasión. Los argumentos nacionalistas han aparecido en los dos bandos del debate, con los normandos presentados tanto como perseguidores de los ingleses, como los rescatadores del país de la decadencia de la nobleza anglosajona.